# Mihai Mărgineanu
Mihai Mărgineanu (n. 2 octombrie 1969, București) este un cântăreț, actor și compozitor român de muzică folk și pop rock. Muzica sa este inspirată din folclorul urban, unele melodii fiind preluări ale unor cântece vechi de pahar, iar altele fiind creații proprii în același gen. Versurile sale sunt adeseori explicite, conținând cuvinte necenzurate.
S-a lansat în muzică destul de târziu, la vârsta de 36 de ani. Primele melodii ale sale au fost înregistrate în 2005, fiind inițial destinate unui grup limitat de prieteni. Ulterior, cântecele s-au răspândit pe internet, iar autorul a câștigat popularitate și datorită invitației în emisiunea Cronica Cârcotașilor.
Cea mai cunoscută melodie a lui Mărgineanu, "Mă iubește femeile" este o preluare după un cântec al actorului interbelic Iancu Brezeanu, din care Mărgineanu a păstrat doar melodia și a rescris o parte din versuri într-un stil propriu.
Mihai Mărgineanu a absolvit Liceul de electronică industrială, apoi Academia Română de Management și Universitatea Tehnică de Construcții, Facultatea de Instalații. Între anii 1999-2001, a lucrat în publicitate, la Departamentul vânzări în cadrul trustului de presă Ringier, iar din anul 2002, are o firmă de import materiale de construcții. 

## Discografie

### Albume
- 2005: Gore din Chitila
- 2007: Și îngerii beau vin
- 2009: Pe sub norii de hârtie
- 2012: Zaritza
- 2016: Teatrul Minciuna
- 2019: Fum de taverna